# 杨凤然
杨凤然，山西人，清朝政治人物。同进士出身。
雍正二年（1724年），登進士。曾于1728年接替胡振任青浦县知县一职，1730年由鲁宏璋接任。